# Дневные песчанки
Дневные песчанки (Psammomys) — это род грызунов в подсемействе песчанок.
Известны два вида:
- Дневная песчанка (Psammomys obesus) обитает в нескольких отдельных регионах в Северной Африке и Западной Азии. Ареал простирается от Мавритании до Сирии и Саудовской Аравии. МСОП перечисляет этот вид к не находящимся под угрозой исчезновения (или вызывающим наименьшее беспокойство).
- Бледная песчанка (Psammomys vexillaris) обитает в Алжире, Ливии и Тунисе. Вид внесён в список с «недостаточными данными» (дефицит данных).

## Описание
Дневные песчанки по своему телосложению похожи на других песчанок. Цвет шерсти на спине варьирует от рыже-коричневого, желто-коричневого до песочного. Живот и ноги более желтоватые. Длина тела этих грызунов достигает  13 до 18,5 см, при длине хвоста от 11 до 15 см. Дневная песчанка весит от 80 до 200 граммов,на конце хвоста у неё есть небольшая кисточка. Отличия от  малых песчанок заключаются только в округлых ушах длиной от 10 до 15 мм и строении зубов.

## Образ жизни
Эти песчанки обитают в сухих местах обитания, таких как песчаные пустыни, полупустыни, участки с травянистой или кустарниковой растительностью или на каменистых участках. Они роют сложные подземные сооружения с множеством туннелей и камер. Часто можно увидеть дневных песчанок, сидящими на задних лапах у входа в нору. Предположительно, рацион состоит в основном из растений лисохвоста. Эти растения часто хранят много соли, которая выводится дневными песчанками с помощью их очень эффективных почек. Дневные песчанки иногда поедают зерновые, поэтому некоторые фермеры считают их вредителями. 
Предположительно, самки могут спариваться круглый год. Беременность длится около 25 дней при благоприятных условиях и может длиться около 35 дней при недостатке пищи. Помёт состоит  из двух - пяти детенышей, которых мать кормит молоком  около трех недель. Самки в лабораторных помещениях становятся половозрелыми не ранее чем через три месяца после рождения.